# Хряни
Хряни — деревня в Новосокольническом районе Псковской области России. Входит в состав Маевской волости.

## География
Расположена в 44 км к северо-западу от города Новосокольники и в 4 км к северо-востоку от бывшего волостного центра, деревни Руново. К югу — озеро Хряновское.

## Население
| 2001 | 2002 | 2010 |
| ---- | ---- | ---- |
| 62   | ↘60  | ↘38  |

Численность населения деревни по оценке на начало 2001 года составляла 62 человека.

## История
С 1995 до 2015 года деревня входила в состав ныне упразднённой Руновской волости.